# Lir
Lir ("morze") – w mitologii celtyckiej bóg morza. Jego rodzicami byli Danu i Beli, a dziećmi (wszystkie ze związku z Penarddun - Manannan mac Lir, Bran i Branwen. Jego tożsamość z Learem/Lirem, ojcem dzieci zamienionych według legendy "Dzieci Lira" - "Clann Lir" ("Children of Lir") w łabędzie przez ciotkę macochę nie jest do końca pewna. Do czwórki tych dzieci należała Fionnuala. (Imię jej matki to: "Aoibh" a jej siostry - czarownicy macochy - to: "Aoife", imiona trzech braci Fionnuali to: Aodh, Fiachra i Conn). 
Lir popadł w niewolę Eurosswydda, który więził go, aż jego żona, Penarddun, zgodziła się spędzić noc z jego opresorem. Dziećmi Eurosswydda i Penarddun byli bliźniacy: Nisien i Efnisien.

## Walijski odpowiednik
Walijskim odpowiednikiem Lira był Llŷr Llediaith. Słowo Llediaith oznacza „mówić po walijsku z obcym akcentem”.